# River Sowe
Der River Sowe ist ein Fluss in Warwickshire und in den West Midlands in England.  Er entspringt in den Bedworth Woodlands und mündet südlich von Stoneleigh in den River Avon.

## Geographie
Der River Sowe entspringt nördlich von Coventry in den Bedworth Woodlands (Hookham) und schlängelt sich windungsreich durch die östlichen Vororte von Coventry. Die Ursprungsbäche sind zu kleinen Teichen aufgestaut (The Nook, Bedworth Sloughs), unterqueren die A444 (Bedworth Bypass) und treten damit in das Siedlungsgebiet ein. Direkt danach ist der Sowe in Bedworth verdolt und kommt erst wieder südlich der Dalton Road an die Oberfläche. Er verläuft weiter nach Südwesten, unterquert die A444 erneut und kurz darauf die M6 motorway, worauf ihm nach etwa 200 m der Breach Brook von Westen und rechts zufließt. Daraufhin wendet er sich stärker nach Osten, unterquert erneut die A444 danach die Eisenbahnlinie und den Coventry-Kanal und verläuft von da an durch die östlichen Vororte von Coventry: Longford, Wood End, Walsgrave, Binley, Willenhall und in der Nähe von Baginton. Dort nimmt er auch den River Sherbourne auf. Bei Foleshill ist das angrenzende Gebiet ausgewiesen als River Sowe Floodplain Parkland. Auf 6,7 km Länge wurde die Flusslandschaft zur Hochwasserbekämpfung erhalten. Bei Baginton gibt es ein Steilufer auf der Südseite des Flusses, wo die Überreste des römischen Lunt Fort entdeckt wurden. Das Fort ist heute teilweise rekonstruiert.

## Brücken
Zu nennen ist vor allem das River Sowe Viaduct in Tollbar End ⊙. Kurz vorher wird er auch zweimal von der A4082 (Allard Way) überquert und es gibt eine ganze Reihe von Brücken der M6, der A444, sowie die Überquerung durch den Coventry-Kanal ⊙.

## Naturschutz
Der Sowe Valley Footpath verläuft auf 8½ miles (13,7 km) vom Hawkesbury Junction Conservation Area zum Stonebridge Meadows Local Nature Reserve. Außerdem durchläuft er Wyken Slough Local Nature Reserve, Wyken Croft Nature Park und Stoke Floods Local Nature Reserve.

## Galerie

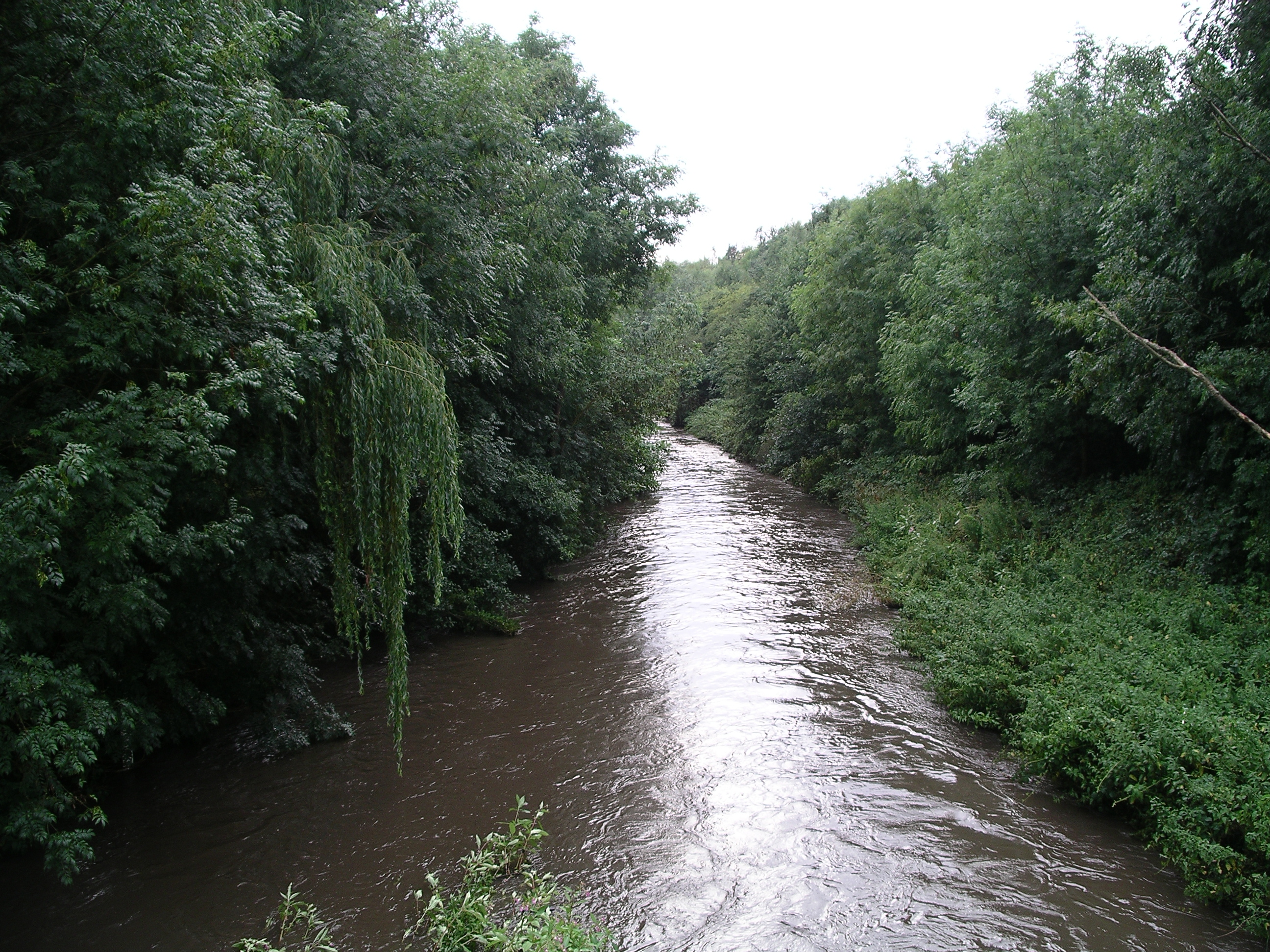
Blick nach Süden von der Brücke an der Mühle in Baginton.
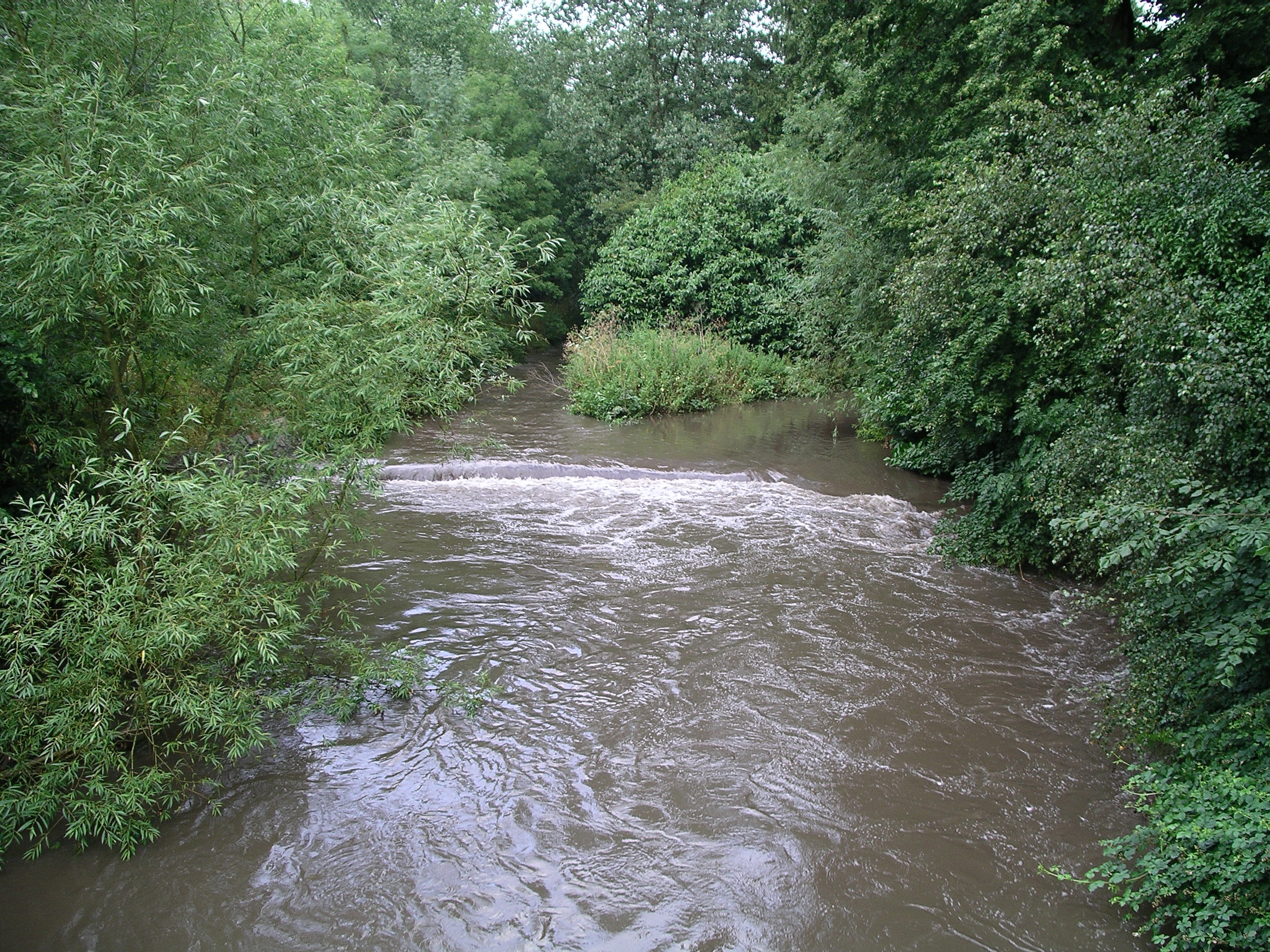
Blick nach Norden von der Baginton Bridge mit dem Zusammenfluss des Mühlgrabens mit dem Fluss.
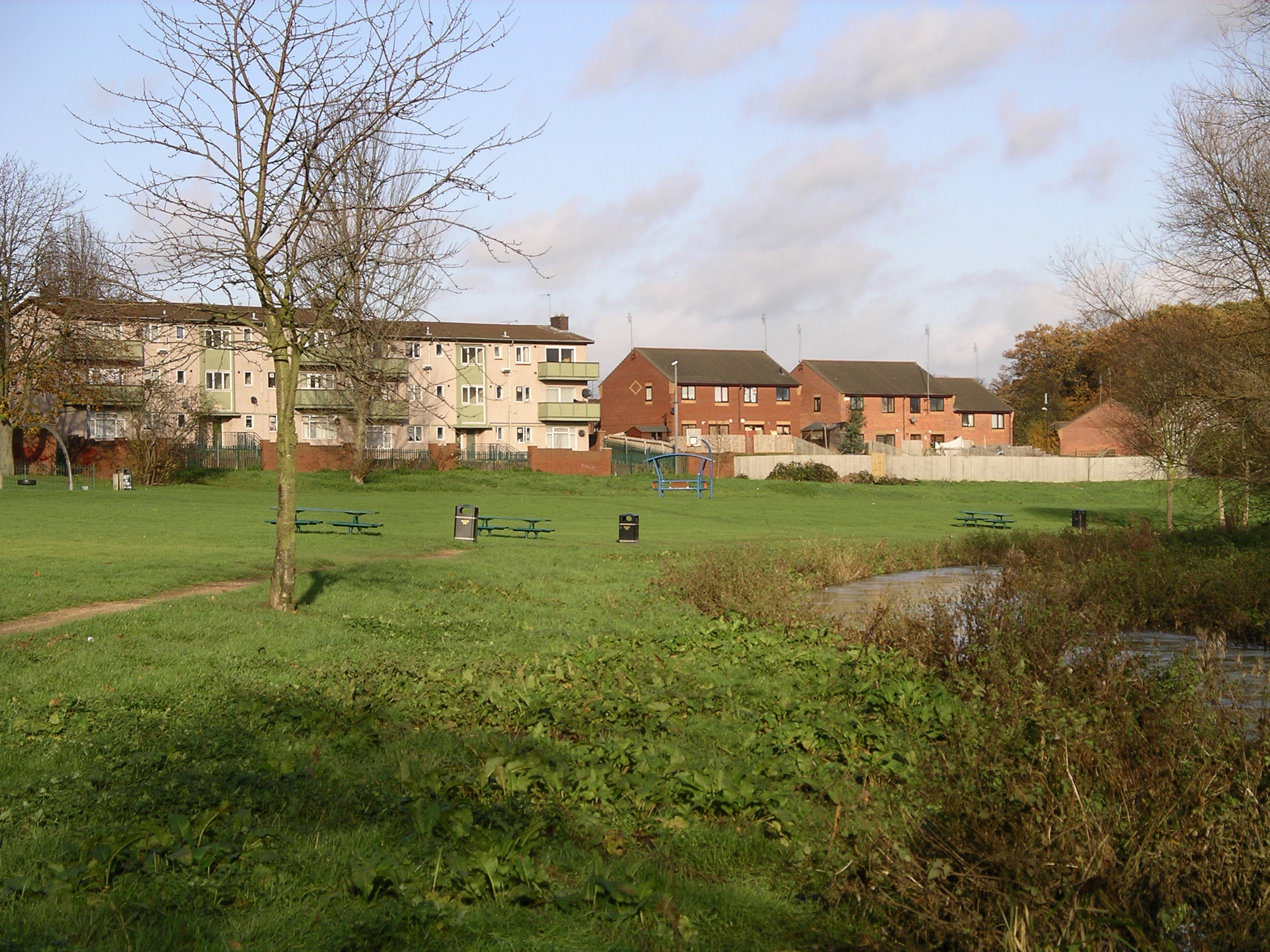
Stoke Aldermoor und Pinley Fields.